# Relaciones Brasil-Italia
Las relaciones Brasil-Italia se refieren a las relaciones diplomáticas entre la República Federativa de Brasil y la República Italiana. Ambas naciones disfrutan de relaciones amistosas, cuya importancia se centra en la historia de la migración italiana hacia Brasil. Aproximadamente 31 millones de brasileños afirman tener ascendencia italiana (aproximadamente el 15% de la población), lo que la convierte en el mayor número de personas con ascendencia italiana total o parcial fuera de Italia, siendo la ciudad brasileña de São Paulo la ciudad más poblada con ascendencia italiana fuera de Europa. Ambas naciones son miembros de las principales economías del G20, las Naciones Unidas y la Organización Mundial del Comercio.

## Historia
En septiembre de 1822, Brasil declaró su independencia de Portugal. En 1826, el ducado de Parma reconoció la independencia de Brasil y al año siguiente llegó a Brasil un embajador del Reino de las Dos Sicilias. En 1836, el futuro unificador italiano Giuseppe Garibaldi se exilió en Brasil y ayudó en el movimiento separatista por el estado brasileño de Rio Grande del Sur. En 1861, el emperador brasileño Pedro II reconoció el Reino de Italia bajo el mandato de Víctor Manuel II. En noviembre de 1861, Italia abrió una misión diplomática en Río de Janeiro. En octubre de 1871, el emperador Pedro II viajó a Italia como parte de su gira europea.
La migración italiana a Brasil comenzó en 1875 cuando Brasil comenzó a promover la migración al país para aumentar su población y, por lo tanto, creó colonias, principalmente en áreas rurales, para que los italianos y otros europeos pudieran migrar y asentarse. Entre 1880 y 1920, más de un millón de italianos emigraron a Brasil. En 1924, el príncipe italiano de Piamonte (futuro rey Humberto II) visitó la ciudad de Salvador de Bahía, ya que Río de Janeiro (la capital brasileña en ese momento) se consideraba insegura para el príncipe y São Paulo fue tomado temporalmente por rebeldes. La principal visita del príncipe a Brasil (y otras naciones sudamericanas) fue parte de un plan político del fascismo para vincular con su madre patria a los italianos que vivían fuera de Italia.

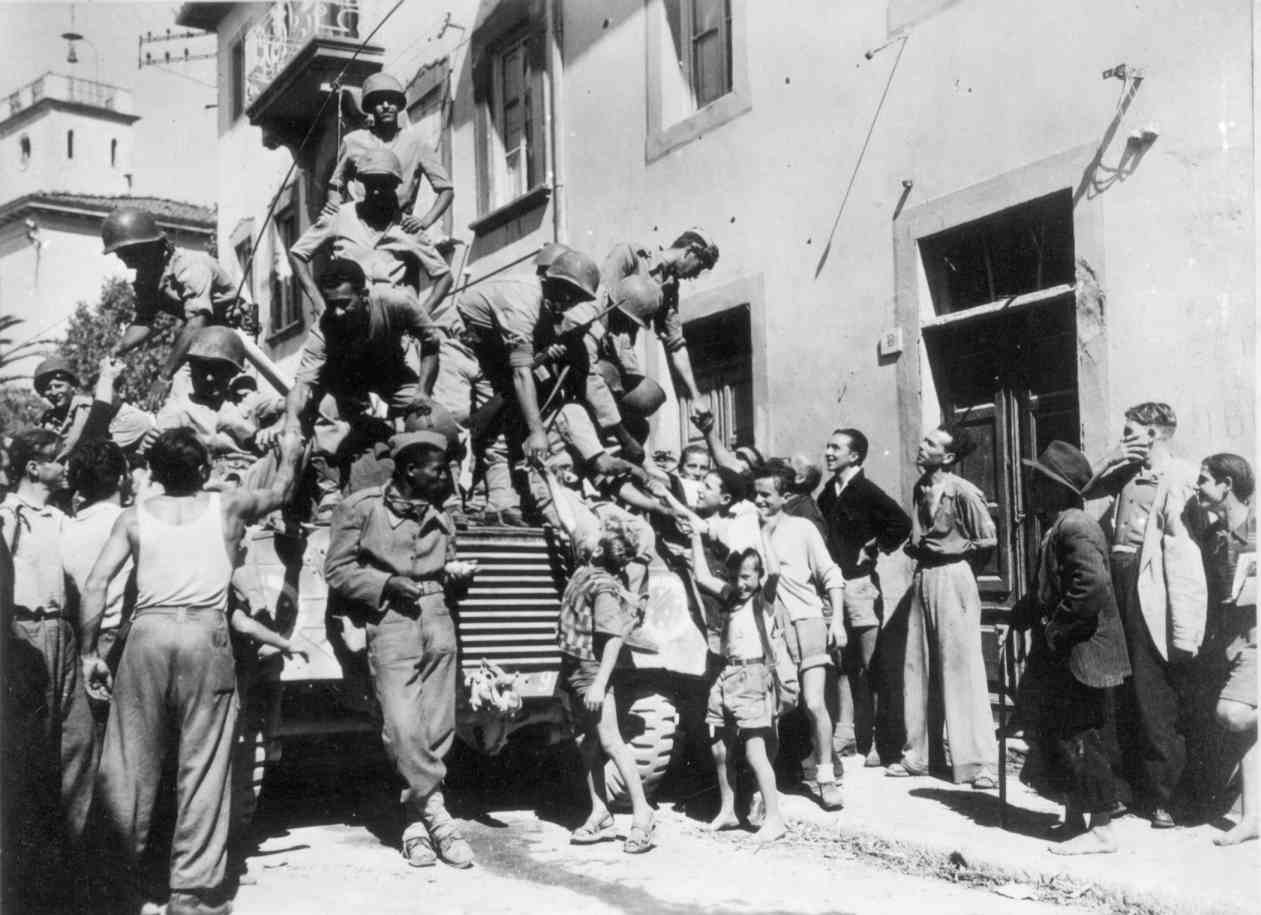
Soldados brasileños en la localidad de Massarosa, septiembre de 1944.

Durante la Primera Guerra Mundial, Brasil declaró la guerra a las potencias centrales después del hundimiento y captura de varios buques mercantes brasileños, siendo la única nación latinoamericana que participó activamente en la guerra enviando ocho barcos de guerra a Europa y 100 paramédicos a Francia. Al final de la guerra, tanto Brasil como Italia participaron en el tratado de Versalles.
Al comienzo de la Segunda Guerra Mundial en septiembre de 1939; Brasil se mantuvo neutral, sin embargo, los submarinos alemanes (U-Boots) hundieron seis buques brasileños en el Atlántico, tras lo cual Brasil declaró la guerra a Alemania e Italia, el 22 de agosto de 1942. Durante la guerra, Brasil envió una Fuerza Expedicionaria compuesta por 23 mil soldados que participaron en la Campaña de Italia. Las fuerzas brasileñas lucharon principalmente en las regiones de Toscana y Emilia-Romaña. En 1944, Brasil restableció plenas relaciones diplomáticas con Italia.
Desde el final de las guerras mundiales, tanto Brasil como Italia han fortalecido sus relaciones al acordar varios acuerdos bilaterales como un acuerdo sobre migración (1977), un acuerdo para evitar la doble tributación (1979), un tratado de extradición (1989), un tratado de cooperación jurídica en materia penal (1993), un acuerdo de cooperación científica y tecnológica (1997), entre otros.

## Visitas de alto nivel

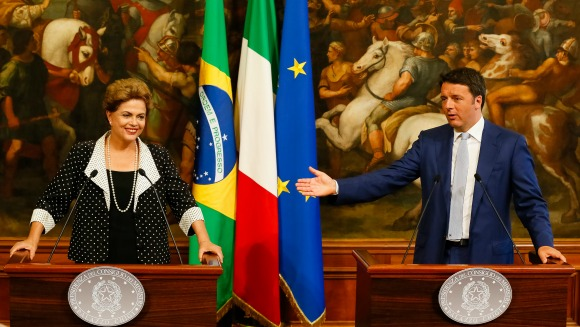
La expresidenta Dilma Rousseff y el ex primer ministro Matteo Renzi en Roma

Visitas de alto nivel de Brasil a Italia 
- Presidente Fernando Collor de Mello (1990)
- Presidente Fernando Henrique Cardoso (1997)
- Presidente Luiz Inácio Lula da Silva (2005, 2009)
- Presidenta Dilma Rousseff (2013, 2015)

Visitas de alto nivel de Italia a Brasil 
- Presidente Giuseppe Saragat (1965)
- Presidente Oscar Luigi Scalfaro (1995)
- Presidente Carlo Azeglio Ciampi (2000)
- Primer ministro Romano Prodi (2007, 2009)
- Primer ministro Silvio Berlusconi (2010)
- Primer ministro Matteo Renzi (2016)

## Relaciones comerciales
En 2015, el comercio total entre Brasil e Italia ascendió a 7.400 millones de dólares. Italia es uno de los diez mayores socios comerciales de Brasil a nivel mundial. En 2013, las inversiones italianas en Brasil totalizaron 17,9 mil millones de dólares. Los fabricantes de automóviles italianos como Ferrari, Fiat y Lamborghini tienen presencia en Brasil, así como industrias de moda y de productos alimenticios italianos. En Italia operan empresas brasileñas como Embraer y empresas agrícolas. En 2000, los países miembros del Mercosur (incluyendo Brasil) y la Unión Europea (que incluye a Italia) iniciaron negociaciones sobre un tratado de libre comercio.

## Misiones diplomáticas residentes
- Brasil tiene una embajada en Roma[18] y un consulado general en Milán.[19]
- Italia tiene una embajada en Brasilia,[20] consulados generales en Belo Horizonte, Curitiba,[21] Porto Alegre,[22] Río de Janeiro,[23] São Paulo,[24] y en Recife.[25]

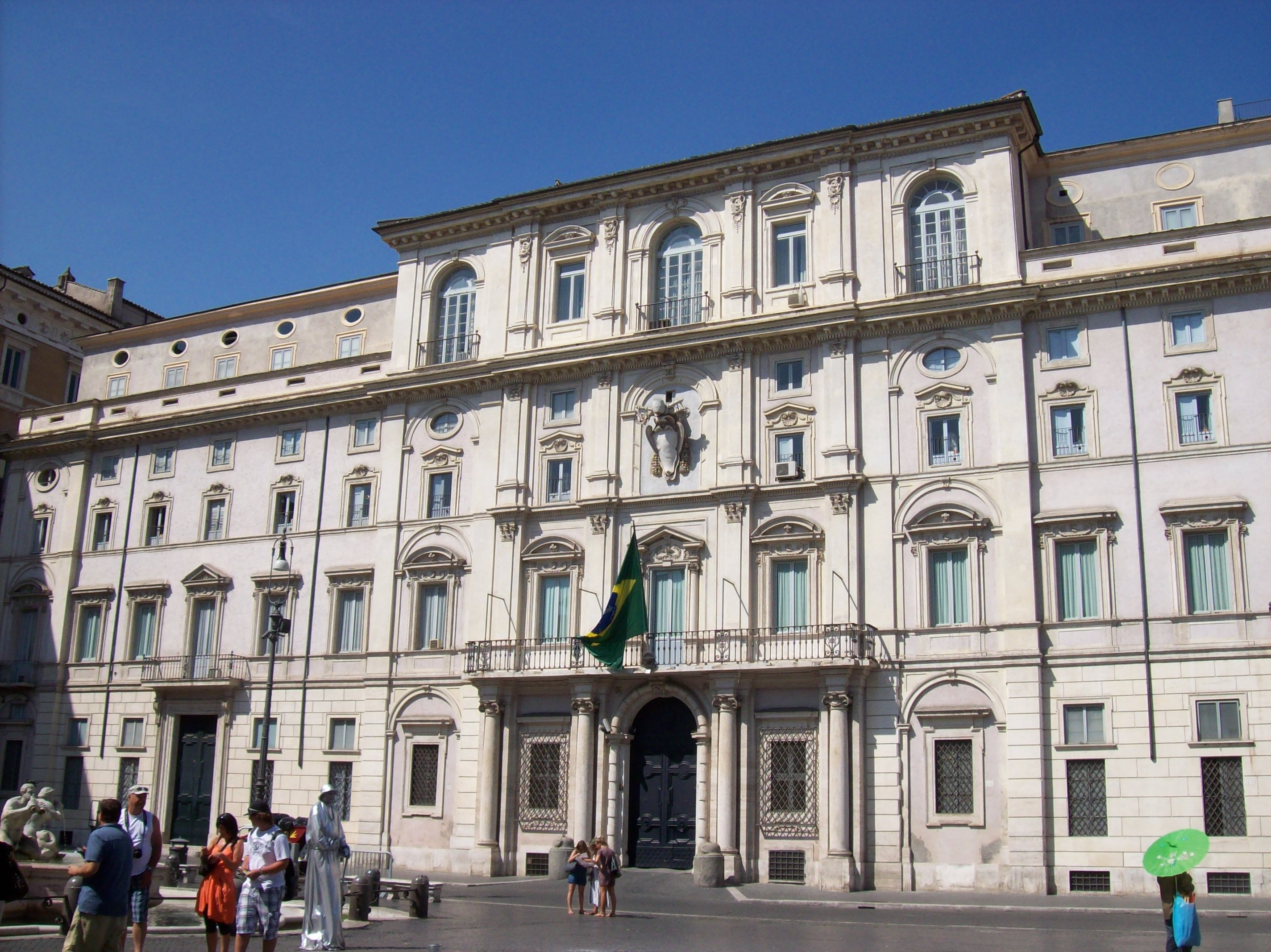
Embajada de Brasil en Roma

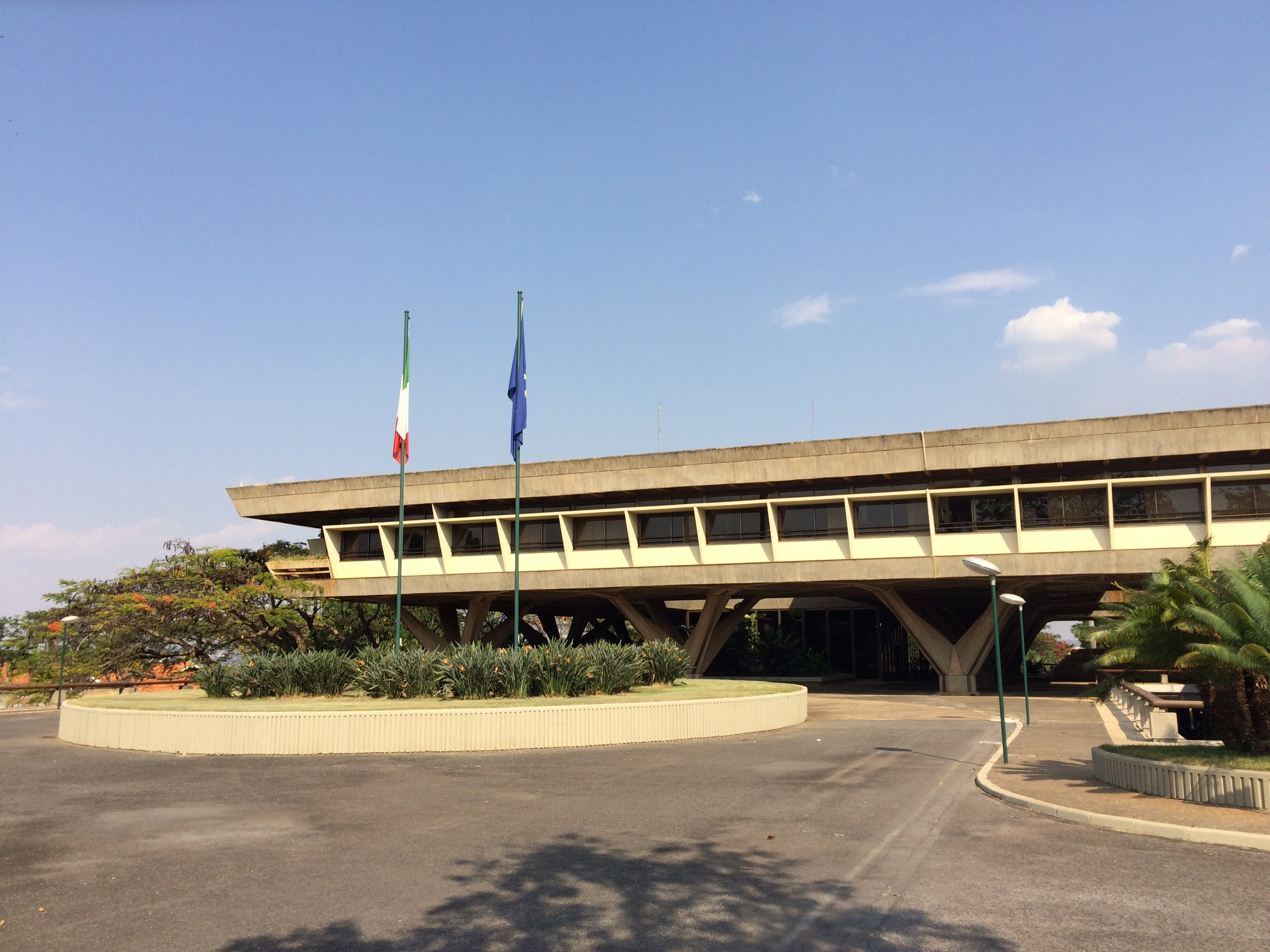
Embajada de Italia en Brasilia
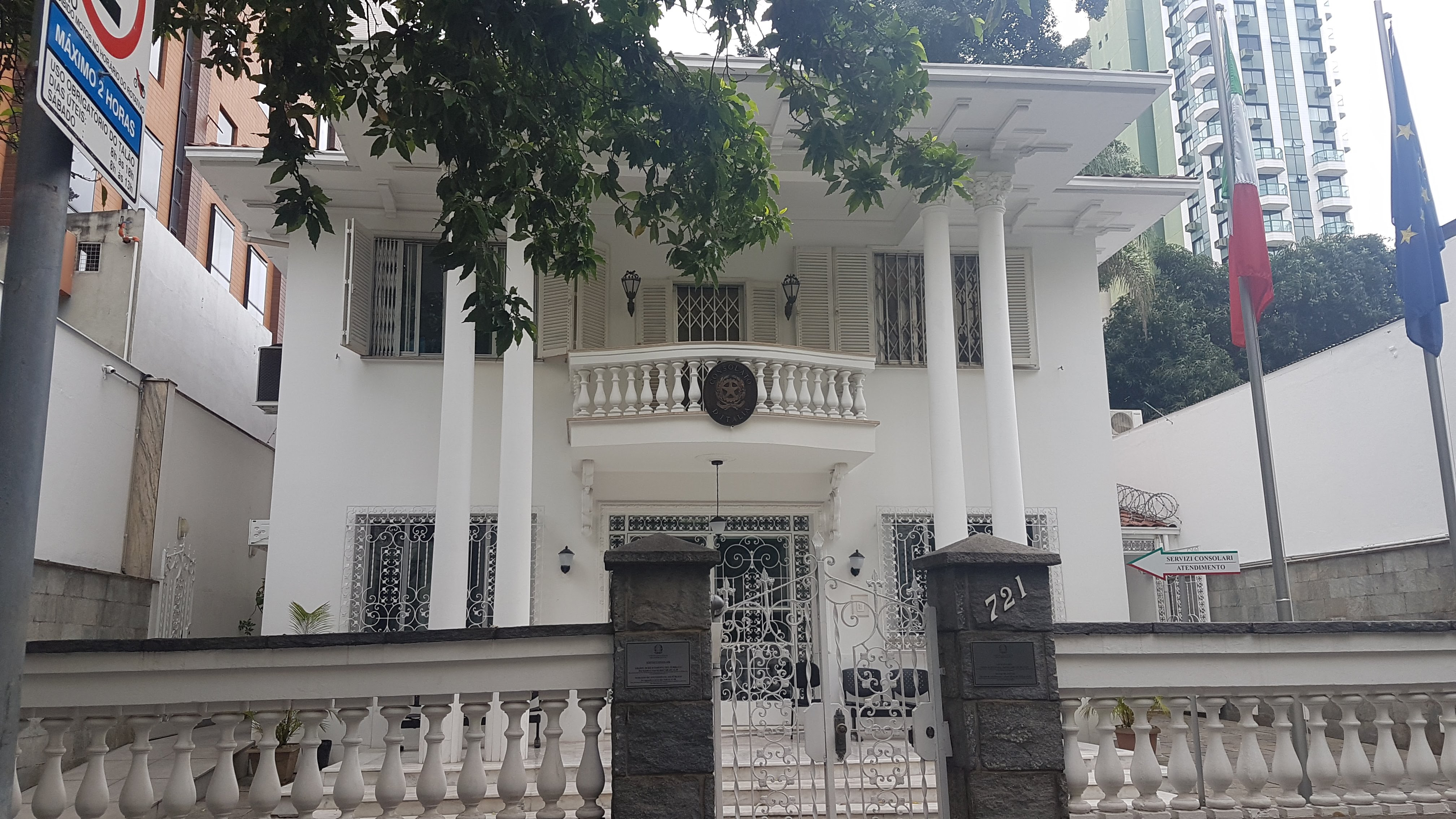
Consulado-General de Italia en Belo Horizonte
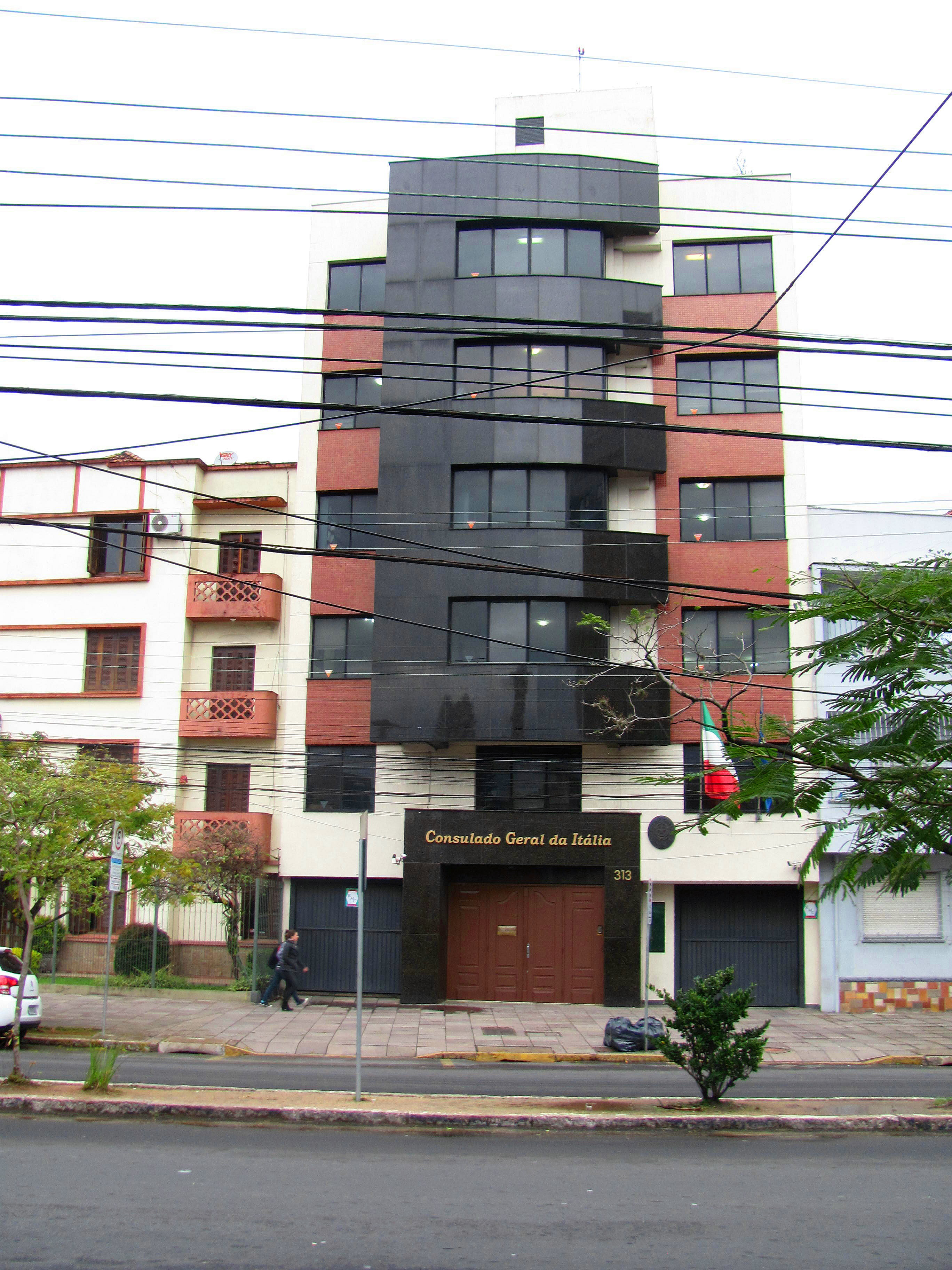
Consulado General de Italia en Porto Alegre
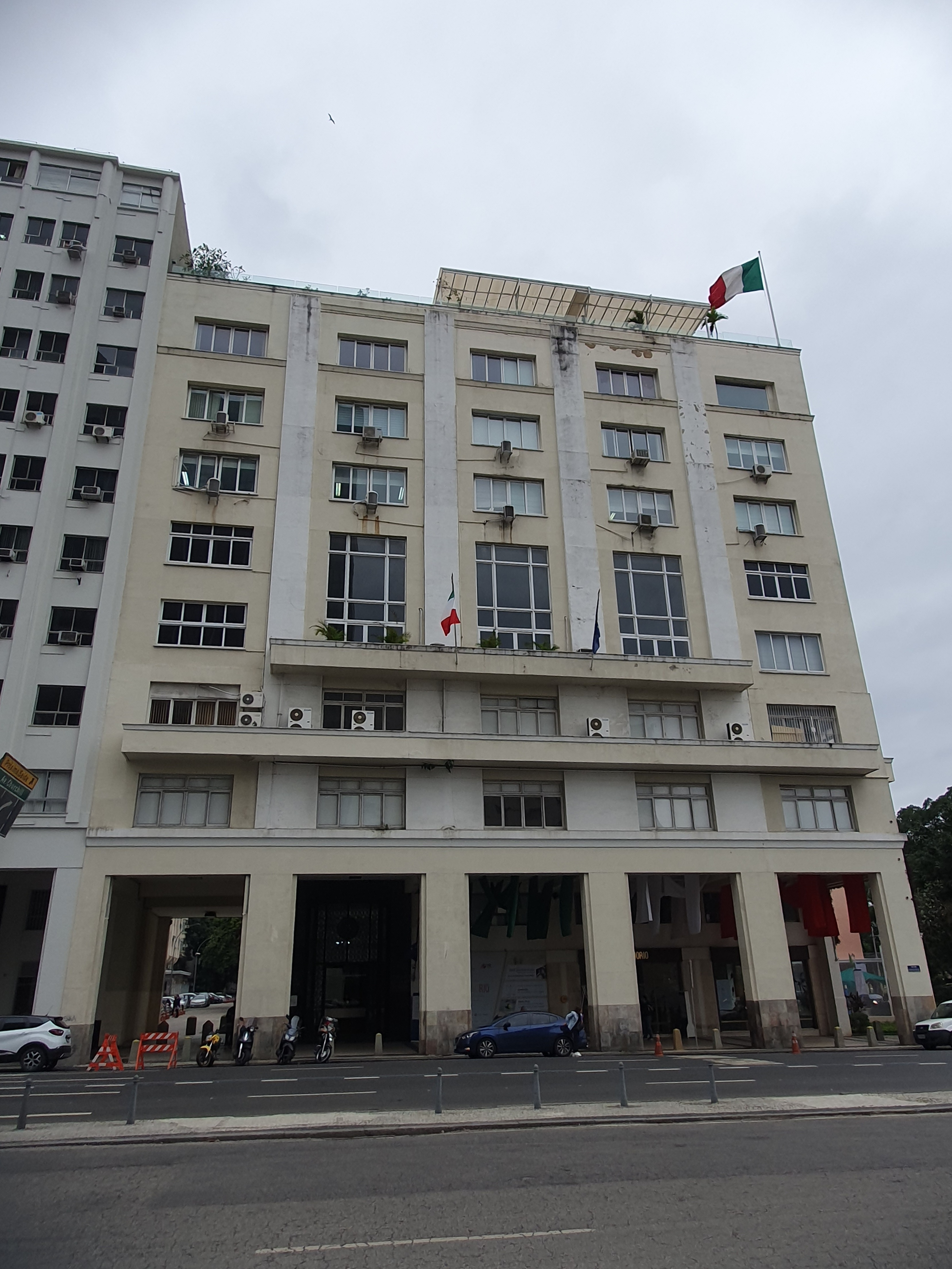
Consulado-General de Italia en Río de Janeiro
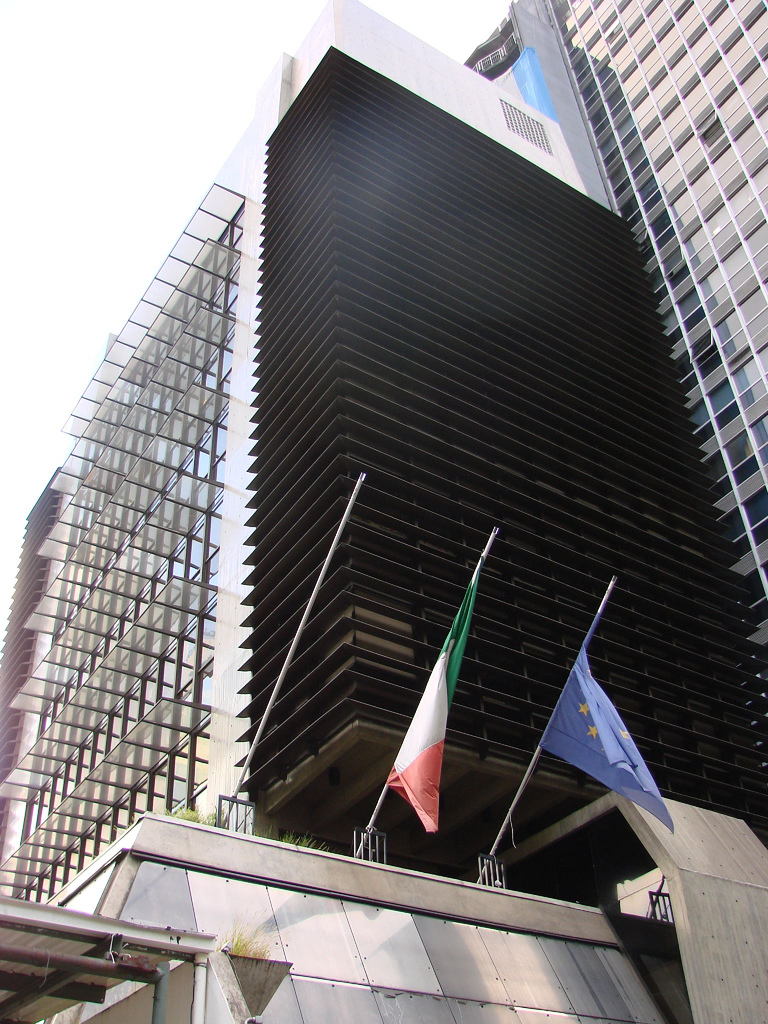
Consulado-General de Italia en São Paulo